# Spilogona spinicostalis
Spilogona spinicostalis är en tvåvingeart som beskrevs av Huckett 1965. Spilogona spinicostalis ingår i släktet Spilogona och familjen husflugor. Inga underarter finns listade i Catalogue of Life.